# Gasteracantha acutispina
Gasteracantha acutispina är en spindelart som beskrevs av Dahl 1914. Gasteracantha acutispina ingår i släktet Gasteracantha och familjen hjulspindlar.
Artens utbredningsområde är Sulawesi. Inga underarter finns listade i Catalogue of Life.